# الضرور (فرع العدين)

تعديل مصدري - تعديل

الضرور محلة تابعة لقرية الشربة، التابعة لعزلة الوزيرة بمديرية فرع العدين إحدى مديريات محافظة إب في الجمهورية اليمنية، بلغ تعداد سكانها 53 حسب تعداد اليمن لعام 2004.